# Physetobasis heliocoma
Physetobasis heliocoma är en fjärilsart som beskrevs av Edward Meyrick 1897. Physetobasis heliocoma ingår i släktet Physetobasis och familjen mätare. Inga underarter finns listade i Catalogue of Life.